# Гриденки (Юхновський район)
Гриденки (рос. Гриденки) — присілок в Юхновському районі Калузької області Російської Федерації.
Населення становить 38 осіб. Входить до складу муніципального утворення Село Климов Завод.

## Історія
Від 2004 року входить до складу муніципального утворення Село Климов Завод

## Населення
| 2002 | 2010 |
| ---- | ---- |
| 85   | ↘38  |